# Jack McGee
Jack McGee (nascido em 2 de fevereiro de 1949) é um ator norte-americano que atua no cinema e na televisão. Já atuou em mais de cem filmes e séries. É talvez mais conhecido por atuar como chefe Jerry Reilly na telessérie Rescue Me. Foi integrante regular da série do FX durante três temporadas. Em 2010, coestrelou como Hickey na série de comédia Players, da Spike TV. McGee nasceu em 1949, no sul do Bronx, em Nova Iorque, o mais novo dos oito irmãos. Estudou na Escola de Ensino Médio Cardinal Hayes, do Bronx, onde foi presidente da sala e jogava na equipe de futebol. McGee forneceu a voz para o personagem Sr. White (Branco) em Reservoir Dogs, jogo eletrônico lançado em 2006. Sobreviveu ao câncer colorretal e se dedica a várias associações e organizações em prol contra o câncer, em particular ao Centro de Apoio ao Câncer WeSpark, onde sua esposa, Stephanie, atua como gerente de serviços ao hóspede. McGee igualmente apoia o Autism Speaks, a Sociedade Americana do Câncer (ASC), a Susan G. Komen para Cura, a Fundação Michael J. Fox e a Fundação Bombeiros de Leary (LFF).